# 로널드 피셔
로널드 피셔 경(영어: Sir Ronald Aylmer Fisher, FRS, 1890년 2월 17일 ~ 1962년 7월 29일)은 영국의 농학자이자 통계학자이다.

## 생애
1890년 런던 이스트핀칠리(East Finchley)에서 태어났다. 아버지는 조지 피셔(George Fisher), 어머니는 케이티 피셔(Katie Fisher)이다.
1909년에 케임브리지 대학교 곤빌 앤드 카이우스 칼리지에 장학생으로 입학하였고, 당시 재조명되기 시작한 그레고어 멘델의 유전학을 공부하였다.
1919년부터 1933년까지 로담스테드 연구소(Rothamsted Research) 통계 연구실에서 근무하고, 1933년부터 1943년까지는 유니버시티 칼리지 런던의 우생학 교수를, 1943년부터는 케임브리지 대학교 유전학 교수를 지냈다. 통계학자 조지 박스의 장인이기도 하다.
그는 상관계수를 최초로 개발한 칼 피어슨을 싫어했지만, t 분포를 개발한 윌리엄 고셋과는 친한 사이였다.
1957년에 케임브리지 대학교에서 은퇴하고, 오스트레일리아로 거처를 옮겼다. 1962년에 애들레이드에서 사망하였다.

## 업적
모집단과 표본을 구별하고 모집단에 관한 지식을 정밀한 소표본에 의하여 추정하는 방법을 수립해, 추계 통계학을 창시하였다. 또한 최대가능도를 이용한 추정 방법을 최초로 제시해 근대 통계학 발전에 크게 기여하였다. 저서에 《연구자를 위한 통계적 방법》, 《수학적 통계학에 대한 기고》 등이 있다. 안더스 할(Anders Hald)은 피셔를 "거의 혼자의 힘으로 현대 통계학의 기초를 만들어낸 천재"로 평가했다.

## 서훈
- 1952년 기사작위(Knight Bachelor) 서임[2]

## 참고 문헌